# Wodospady Wiktorii
Wodospady Wiktorii (ang. Victoria Falls) – wodospad na rzece Zambezi, na granicy Zimbabwe i Zambii. Wodospad powstał wskutek wlewania się wody z rzeki do szczelin tektonicznych, które powstają w Afryce, rozrywając kontynent na dwie części. Przed przybyciem Europejczyków na te tereny zwane były Mosi-oa-Tunya, co w języku lokalnego plemienia Kololo oznacza „Mgła, która grzmi”.
W sąsiedztwie wodospadu, po stronie zimbabweńskiej znajduje się miasto Victoria Falls. Nieopodal, po stronie zambijskiej ulokowane jest miasto Livingstone.

## Odkrycie i historia
Odkryte w 1855 roku przez szkockiego misjonarza i badacza Davida Livingstone’a, który wówczas powiedział o nich: Widok tak piękny, że muszą się w niego wpatrywać aniołowie w locie (scenes so lovely must have been gazed upon by angels in their flight).
Wodospady Wiktorii uważane są za jeden z siedmiu naturalnych cudów świata. Znajdują się na terenie Parku Narodowego Wodospadów Wiktorii (Victoria Falls National Park) i od 1989 są wpisane na listę dziedzictwa światowego UNESCO.

## Hydrologia
Wodospady Wiktorii składają się z trzech części:
- Głównej,
- Wschodniej,
- Tęczowej.

Wysokość spadku wody wynosi 108 m, szerokość wodospadu 1,7 kilometra.
W sezonie szczytowym w każdej sekundzie przetacza się przez wodospad ponad 9 tysięcy metrów sześciennych wody.
Według Urzędu ds. Rzeki Zambezi przepływ w wodospadach Wiktorii od 1958 r. wynosił od 390 do 10 000 metrów sześciennych na sekundę. Pod koniec 2019 r. przepływ wynosił zaledwie 252 metry sześcienne na sekundę i był najniższy od ostatnich 25 lat. Z powodu suszy w Afryce Południowej i globalnych zmian klimatu wielkość tego jednego z największych wodospadów na świecie znacznie się zmniejszyła.

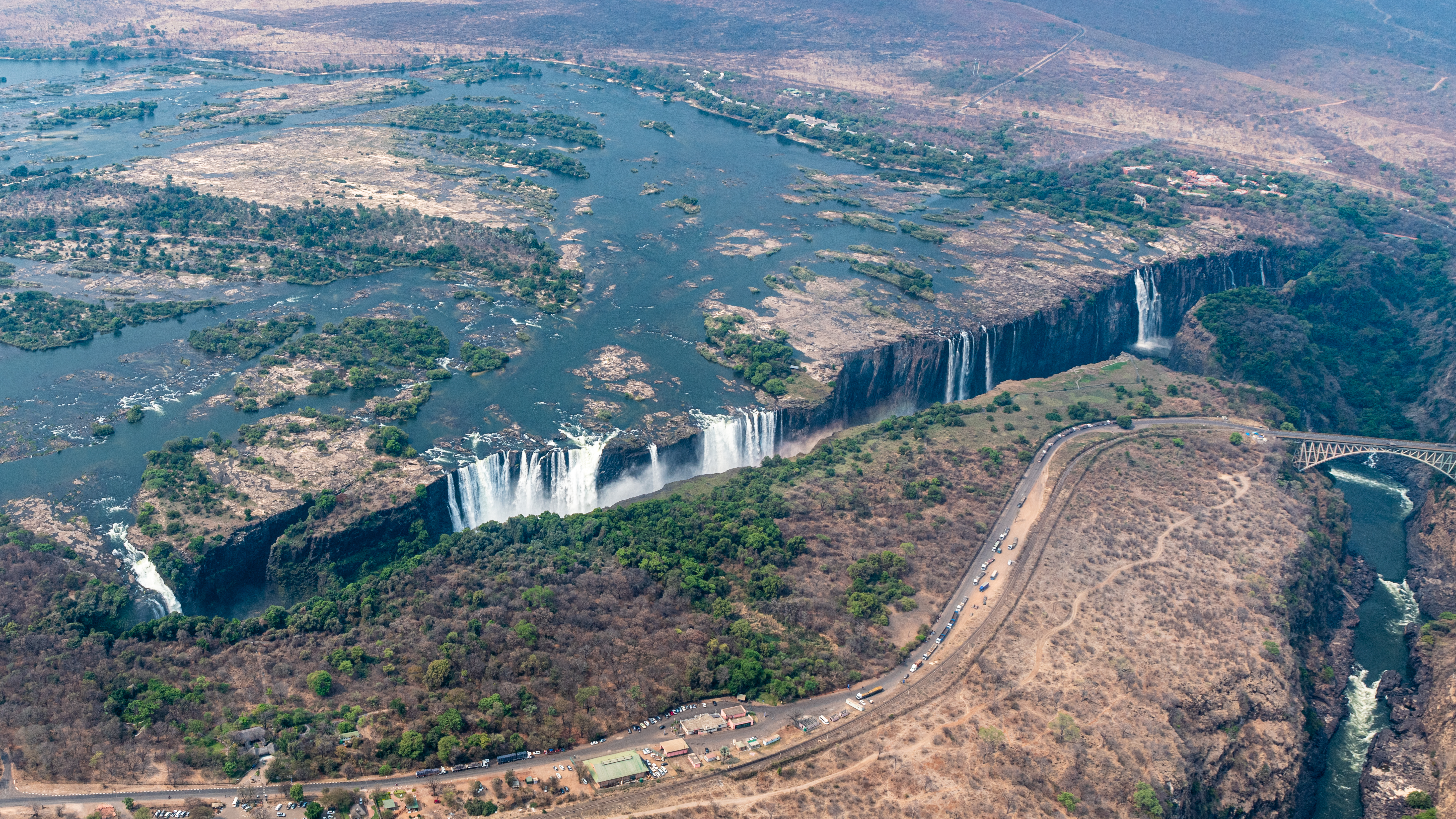
Widok z lotu ptaka
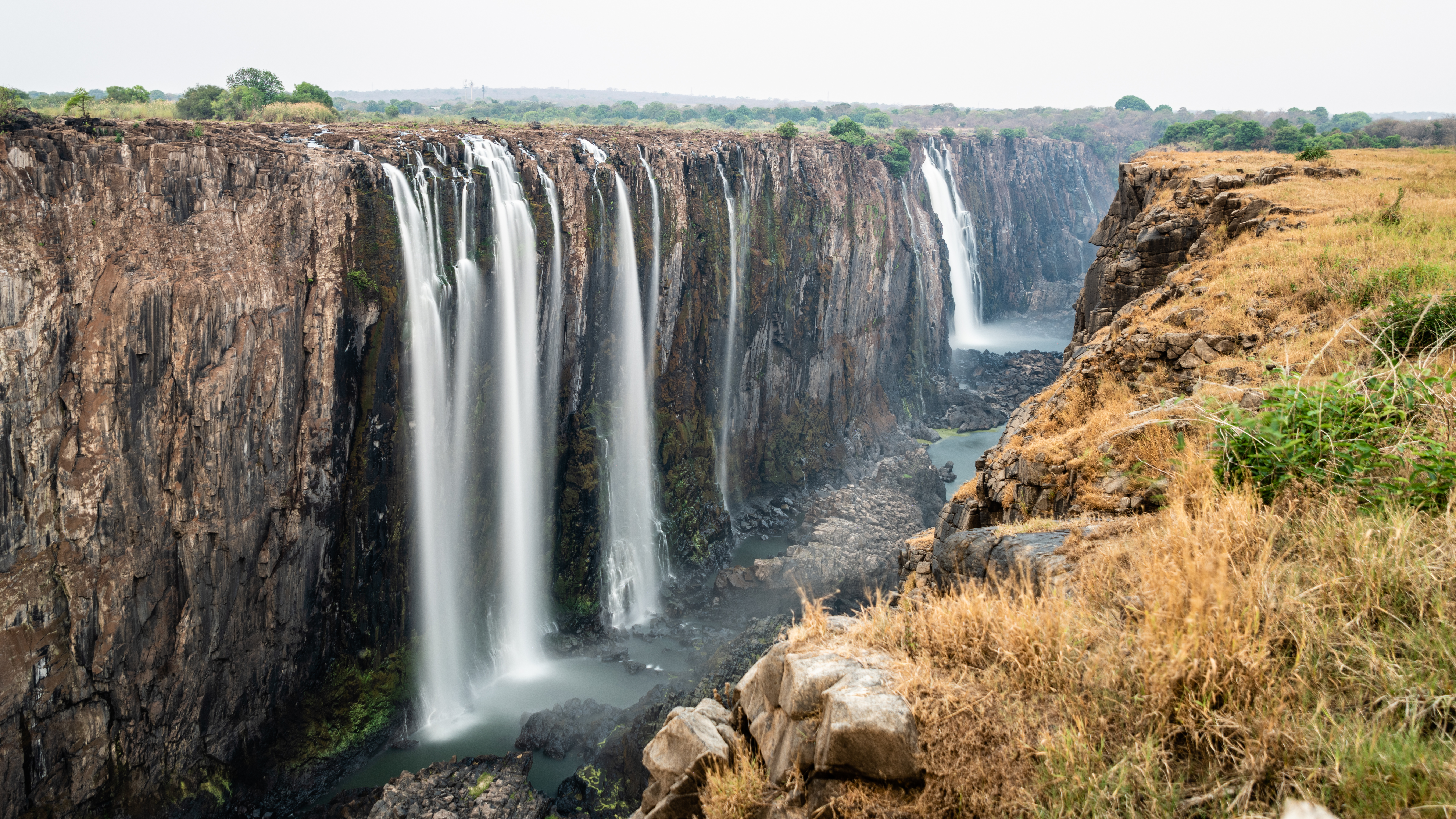
Wodospady Wiktorii w porze suchej
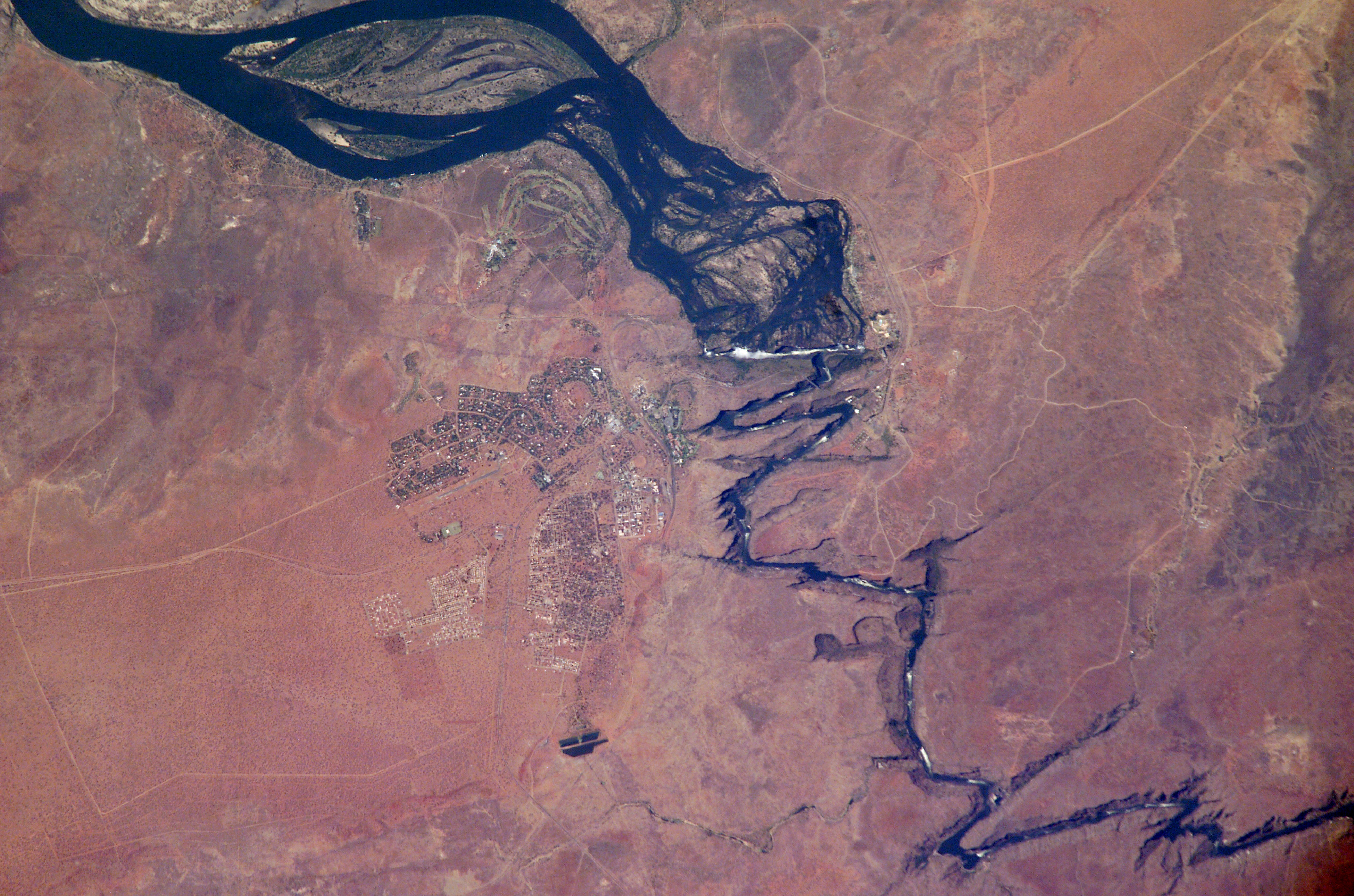
Zdjęcie satelitarne